# Переправа через Маас и Ваал 11 декабря 1794 года
Переправа через Маас и Ваал 11 декабря 1794 года — неудачная десантная операция французской Северной армии генерала Моро, проведённая 11 декабря 1794 года против союзных войск во время Войны первой коалиции. Французские войска попытались переправиться через Маас и Ваал на широком фронте в 80 километров и вторгнуться на территорию Республики Соединённых провинций, но на всех пунктах десантирования были отбиты частями союзной армии.

## Перед операцией
После взятия Неймегена левый берег Мааса, Рейна и, частично, Ваала был очищен от войск союзников. Французской армии оставалось подчинить крепости Бреда и Граве. Семь месяцев непрерывных боев полностью измотали войска. Не хватало средств, чтобы снабдить солдат самым необходимым, в том числе и продовольствием. Все это настоятельно требовало перехода на зимние квартиры. Разливы Мааса и Ваала из-за обильных дождей и ранняя зима усугубляли трудности продолжения кампании.
Но все эти препятствия ничего не значили в глазах членов Комитета общественного спасения — фактического правительства революционной Франции. Привыкшие к безоговорочному выполнению приказов и преданности республиканских солдат, рассчитывая на импульс, который им придали успехи летне — осенней кампании 1794 года, они отвергли предложения о расположении Северной армии на зимних квартирах и приказали перейти через Маас и Ваал и вторгнуться на территорию Республики Соединённых провинций. Члены комитета находились под влиянием голландского революционера — эмигранта, к тому времени генерала французской армии, Данделса, который обещал французам в случае их вторжения на территорию Соединённых провинций немедленную революцию в тылу голландской армии.
В связи с болезнью командующего Северной армией Пишегрю и его отъездом из войск, его заменил генерал Моро, который в силу его временных обязанностей не мог противиться приказаниям правительства.
План, который разработал генерал Данделс, заключался в десантировании с барж на остров Боммель, сопровождаемый демонстрациями в различных точках вдоль Мааса и Ваала. Главный удар на остров Боммель должны были наносить незадолго до рассвета войска, которые должны были быть собраны в форте Кревекёр и позади него и погружены там на имеющиеся баржи и лодки. Пока эти суда покидали южный берег Мааса, одновременно должны были произойти дополнительные атаки на Гаспершоф, форт Синт-Андриес и демонстрации против Гендт-Ваард и Бийландтер-Ваард.
Ширина рек, невозможность собрать много лодок, сложность последовательного перехода в поле зрения врага, защищенного многочисленными батареями и окопами, делали успех плана весьма сомнительным.

## Ход операции
Переправа на Бийландтер-Ваард, между Шенкеншанцем и Панерденом, на крайнем правом крыле операции, была предпринята восемнадцатью большими баржами и примерно таким же количеством маленьких. В шесть утра, в тумане, французы погрузились на баржи в Клеве-канале и двинулись к Рейну. Однако австрийская гвардия Вернека уже знала о передвижениях противника на другой стороне и была готова их принять. Когда флотилия вышла к реке из Клеве-канала и достигла середины Рейна, её встретил картечный обстрел с двух батарей, и она была вынуждена в большом замешательстве поспешить обратно к южному берегу. Баржи с убитыми и ранеными, дрейфующие и частично протекающие, с большим трудом и в большом беспорядке достигли левого берега, преследуемые огнем австрийских батарей. В результате французы понесли значительные потери во время плавания по реке, многие солдаты, прыгнувшие с кораблей в воду, погибли в ней. Французская артиллерия, едва начавшая огонь в поддержку своих отступивших войск, была уничтожена пушечным огнем австрийцев, как и все баржи оставшиеся пустыми на берегу.
Возле деревни Гендт (выше Неймегена) двум французским батальонам (1200 штыков) дивизии Вандама удалось высадиться на правом берегу Ваала и занять шанец, захватив четыре пушки, из которых они стали обстреливать отступающий ганноверский гарнизон и войска поддержки, наступавшие из Гендта и Оп-Хойсдена. Дважды подошедший батальон ганноверцев контратаковал французов, но понес такие серьёзные потери, особенно от огня с батареи, что обратился в бегство, а его командир попал в плен. Только после того, как подошли четыре свежих батальона под командованием генерала фон дем Буше и в третий раз атаковали закрепившихся на шанце французов, последние были выбиты, поспешно сели в баржи и отплыли к южному берегу Ваала. Ганноверцы потеряли 54 человека. Генерал фон дем Буше был убит пушечным ядром.
Атаке на Боммель и форт Синт-Андриес предшествовала мощная канонада французских батарей вдоль Мааса от Кесселя до Бокховена, правда, не имевшая большого эффекта, но заставившая командовавшего в этом районе принца Кристиана Гессен-Дармштадского перебросить к угрожаемым пунктам войска.
Между 5 и 6 часами утра французам удалось перебросить относительно большие силы из ручья за Марен-Ваард через Маас и высадить их к югу от Синт-Андриеса. Эти войска пытались продвинуться через Рейсваард, мимо Сханше-Гат, к форту, с намерением штурмовать правое крыло, которым форт примыкал к Сханше-Гату, и вдоль, чтобы попасть в заднюю часть крепости. При выполнении этого наступления французы подверглись сильному артиллерийскому обстрелу, пришли в замешательство и поспешно отступили.
Одновременно с этой попыткой захватить Синт-Андриес французы также перебросили несколько судов с войсками из западного ручья Марен-Ваард на Маас, чтобы попытаться высадиться на Россумерварде. Это начинание, однако, полностью провалилось, поскольку едва заметили эти суда на реке, как батарея, построенная напротив этого ручья на Россумерварде, вынудила противника поспешно вернуться.
Батареи союзников напротив Марена и в Хеереваардене подвергались обстрелу в течение нескольких часов со стороны французов, в результате чего были разрушены различные здания в форте и разбиты три пушки. Однако противнику не удалось заставить гарнизон отступить.
Попытка форсировать реку у Эмпеля, напротив трёх батарей у Каспершофа, также не удалась. Под прикрытием артиллерии на южном Маасдейке баржи были доставлены в реку, но, ещё не достигнув половины пути к северному берегу, они подверглись артиллерийскому обстрелу со стороны союзников были вынуждены отступить обратно в ручей.
Главный удар был предпринят под личным командованием Данделса. На канале Дизе за фортом Кревекёр было собрано большое количество судов, даже кораблей с разворотом. На каждом из самых крупных кораблей была установлена лёгкая артиллерия. Данделс намеревался провести эту флотилию вниз по течению Дизе, к западу от форта, к Маасу. После того, как все корабли, «набитые войсками», были готовы к отплытию ранним утром 11 декабря, в присутствии генерала Моро французские батареи в Кревекёре и Бокховене начали сильную канонаду против батареи голландцев между Хеделем и Веллом.
Затем под личным руководством Данделса несколько небольших барж без труда достигли Мааса и сразу же привлекли на себя сильный огонь противника с противоположной батареи. Другие корабли, однако, остались позади, так как они были остановлены мелководьем. Когда была доказана полная невозможность вывести флотилию в реку, а два меньших судна, которые уже достигли Мааса, тем временем затонули, Данделсу пришлось попросить Моро отдать приказ отказаться от предполагавшегося пересечения Мааса. Генерал Моро, который никогда особо не верил в этот план, немедленно выполнил просьбу своего подчиненного.

## Результаты
Для союзников стало совершенно ясно, что, если их сторожевые посты на реках не будут застигнуты врасплох, Ваал и Маас станут препятствием для французов, которым, с теми ресурсами, которыми они до сих пор располагали, было бы невозможно их пересечь. Пишегрю, ненадолго вернувшийся к исполнению своих обязанностей, разобравшись с произошедшим, отказался от продолжения наступательной операции и приказал части войск покончить с осажденными Бредой и Граве, а остальным расположиться на зимних квартирах.